# Valószínűségszámítás
A valószínűségszámítás a matematika egyik ága. Eredeti motivációját a véletlen (más szóval indeterminisztikus) tömegjelenségek, röviden kísérletek vizsgálata adta. Ezek a kísérletek tetszőlegesen sokszor ismétlődhetnek (ettől tömegjelenségek), minden megismétlődésük többféle kimenetellel járhat, ugyanakkor nem tudjuk pontosan előre megmondani, hogy melyik ismétlődés alkalmával melyik kimenetel következik be (ettől indeterminisztikusak). Kísérlet például egy pénzérme feldobása: elvileg akárhányszor feldobhatjuk, de általában nem tudjuk határozottan megjósolni, melyik oldalára esik.
A huszadik században a valószínűségszámítást a Kolmogorov-axiómákkal formális alapokra helyezték. Ezzel a valószínűségszámítás az analízis absztraktabb, halmazelméleti-topológiai ágai közé tagozódott be.
Főbb ágai a klasszikus valószínűségszámítás, a matematikai statisztika, a sztochasztikus folyamatok elmélete (folyamatstatisztika), és az információelmélet.

## Története
- Fő szócikk: A valószínűségszámítás története

A valószínűségszámítás – „a véletlen matematikája” – megalapozói közt elsősorban említendő a francia Pierre Fermat (1601–1665) és Blaise Pascal (1623–1662), bár néhány ilyen tárgyú mű már az ő működésük előtt is megjelent. A legfontosabb példa a De ludo aleae (A kockajátékról) című könyv, amit Cardanónak (1501–1576) tulajdonítanak, de a kockajátékról már Claudius római császár is írt egy hosszabb, tréfás értekezést. A matematikának ez az ága a szerencsejátékok elméleteként indult, így a legtöbb korai, véletlenek törvényszerűségeiről szóló műnek hasonló címe volt. Levelezésükben Pascal és Fermat is a kockázáshoz és egyéb játékokhoz kapcsolódó problémákat, feladatokat („pontosztozkodási probléma” ill. „de Méré lovag problémája”) tárgyalnak és oldanak meg, és lerakják a „klasszikus” vagy „kombinatorikus” valószínűségszámítás alapjait.
A valószínűségszámítás mint matematikai elmélet születési évének az 1654-es esztendőt szokás tekinteni, ami Fermat és Pascal egyik ilyen tárgyú levelének kelte. Maga a „valószínűség” (probabilitas) szó Jakob Bernoulli (1654–1705) Ars conjectandi (A találgatás művészete, 1713) című munkájában fordul elő először. Ha sokszor elvégezzük ugyanazt a kísérletet, és jegyezzük, hogy adott esemény ennek során hányszor következett be, akkor a kísérletet egyre többször végezve az adott esemény relatív gyakorisága (azaz az esemény bekövetkezései számának és a kísérletek számának hányadosa) egyre inkább megközelít egy számot: az esemény valószínűségét. Például, ha sokszor feldobunk egy dobókockát, amelyik egyenlő eséllyel eshet mind a hat oldalára, akkor elegendő sok feldobás után azt tapasztaljuk, hogy a dobások körülbelül 1/6-od részében kaptuk a hatos számot.
A szerencsejátékok elmélete később biztosítási, népesedési és sztochasztikus (véletlen) geometriai problémákkal (céllövészet elmélete) bővült. A fontosabb matematikusok, akik ilyen problémákkal foglalkoztak (és nevükkel például tételek nevében is találkozhatunk): Moivre, Legendre, Bayes (ld. Bayes tétele), Poisson, Gauss, Buffon (lásd geometriai valószínűség). A 19. században a valószínűségszámítás a matematika önmagában is hatalmas, önálló ágává vált. Pierre-Simon de Laplace (1749–1827) 1812-ben megjelent Théorie analitique des probabilités (A valószínűségek analitikai elmélete) című könyve nemcsak összefoglalója ennek az elméletnek, de sokáig fejlődésének egyik motorja.
A „modern kori” (19. század második, 20. század első fele) valószínűségszámítást az „orosz iskola” vitte tovább, köztük a legismertebbek Csebisev, Markov és Ljapunov. Az elmélet axiomatikus megalapozását az orosz Kolmogorov végezte el 1933-ban (lásd Kolmogorov-axiómák). Ezzel a valószínűségszámítás a modern matematika többi ágával egyenrangú formális elméletté vált. Kolmogorovtól ered a „valószínűségi mező” fogalma: ez egy eseményhalmaznak (eseménytérnek) és egy „valószínűség-kiszámítási módnak” (ez valamilyen nemnegatív valós szám értékű függvény) a párosa. Ez a fogalom már a posztmodern, struktúra- és modellelméleti szemléletű matematika terméke.
A valószínűségszámítás nemcsak megalapozódott a huszadik században, hanem folyamatosan olyan területekkel bővült, mint egy részecske bolyongásának leírása többdimenziós euklideszi térben (lásd Brown-mozgás, Wiener-folyamat). A huszadik század második felében született meg önálló tudományként műszaki, mérnöki és statisztikai problémák termékeként a valószínűségszámítás két fontos új ága: a folyamatstatisztika, illetve az információelmélet. De nemcsak a „kívülről jött”, például fizikai eredetű problémákkal gazdagodott, mint a bolyongások; hanem alkalmazást nyert másféle ágakkal foglalkozó matematikusok körében is; így manapság olyan „furcsa” gondolatokkal találkozhatunk, hogy számelméleti problémákat valószínűségszámítási alapon is lehet vizsgálni.
A természettudományokban (különösen a fizikában) az állítások „szilárdságának” számszerűsítésére használják, hasonlóképp, mint a hibaszámítást és egyéb numerikus módszerek elméletét.

## Eseményalgebra
A valószínűségszámítás formális tárgyalásához mindenekelőtt egy matematikai struktúra szükségeltetik. A valószínűségszámítás esetében ez egy ún. eseményalgebra, általában egy σ-algebra, más néven egy mérhető tér. Az eseményalgebrában a kísérletet egy halmazzal azonosítjuk, mégpedig a kísérlet kimeneteleinek K halmazával. Ezt nevezzük eseménytérnek is (elemeit pedig elemi eseményeknek is nevezzük). Például kockadobásnál a kimenetelek halmaza K={1,2,3,4,5,6}.
Eseménynek nevezünk mindent, amiről a kísérlet elvégzése után eldönthető, hogy bekövetkezett-e, vagy sem. Például ha egy szabályos dobókockával dobunk, akkor a "hat az eredmény" egy esemény, de definiálhatóak bonyolultabb, összetett események is, pl. "3-nál nagyobb az eredmény", ami akkor következik be, ha 4-et, 5-öt, vagy 6-ot dobtunk, egyébként nem. Minden eseményt egyértelműen meghatároz az, hogy melyik kimenetelek esetén következik be, ezért matematikailag az eseményt a kimeneteleknek ezen részhalmazával azonosítjuk. Például, ha szabályos kockával 2-t, 4-et, vagy 6-ot dobunk, akkor bekövetkezik a "páros számot dobtunk" esemény, egyébként nem; tehát az esemény a K halmaz A={2,4,6} részhalmazával azonosítható. A kimenetelek is felfoghatóak eseményeknek, hiszen a k∈K kimenetelhez egyértelműen tartozik egy {k}⊆K egyelemű esemény, azaz elemi esemény. A "kimenetel" és az "elemi esemény" fogalmai között tehát a gyakorlatban nincs jelentős eltérés, viszont formálisan különböznek.
A gyakorlati problémák szempontjából fontos ismerni a figyelembe vehető események halmazát, mert bonyolultabb problémák esetén K-nak nem minden részhalmazát célszerű az események között kezelni. A figyelembe vehető események halmazában K-nak bizonyos részhalmazai szerepelnek, tehát ez K hatványhalmazának, P(K)-nak egy R részhalmaza. Matematikai vizsgálatra jobbára azon R eseményterek alkalmasak, melyekre igaz, hogy nem üresek, és bármely két esemény halmazelméleti összege (uniója) és különbsége is esemény (azaz R-beli). Ez ekvivalens azzal, hogy R tartalmazza a biztos eseményt, bármely R-beli esemény komplementerét, valamint bármely két R-beli esemény összegét. Az eseményalgebra jobbára a klasszikus problémák alapeszköze, a felsőbb matematikában inkább a szigma-algebra fogalmát használják.
Egy esemény lehetetlen esemény, ha semmilyen kimenetel esetén között nem következik be. Biztos eseményről akkor beszélünk, ha a kísérlet során biztosan (minden kimenetelnél) bekövetkezik.
Azt az eseményt, mely akkor és csak akkor következik be, ha az A esemény nem következik be, az A esemény ellentett eseményének nevezzük.

## Klasszikus valószínűségszámítás
Ha egy kísérletnek csak véges sok kimenetele lehet, és a kimeneteleknek azonos a valószínűségük, akkor a kísérlettel kapcsolatos események és ezek valószínűségei együtt ún. klasszikus valószínűségi mezőt alkotnak.
Legyen A a kísérlettel kapcsolatos esemény. Ha az A esemény a kísérlet n elemi eseménye közül k különböző elemi esemény összegéből áll, akkor valószínűsége:
{\displaystyle P(A)={k \over n}}.
(k – kedvező esetek száma , n – lehetséges (összes) eset száma)

## Bernoulli tétele
Adott: P(A)=p. Ha egy kísérlettel egymástól függetlenül n-szer elvégzünk, akkor annak a valószínűsége, hogy az A esemény pontosan k-szor bekövetkezik:
{\displaystyle P_{k}={n \choose k}p^{k}(1-p)^{n-k}\,}
Szóban kifejezve: Legyen A eseményünk, melynek valószínűsége p. Végezzünk n számú kísérletet, melyből az A esemény k-szor következik be. B esemény az az esemény, hogy A esemény k-szor bekövetkezik. B esemény bekövetkezésének valószínűsége a fenti képlet alapján meghatározható.